# Felipe Méndez (Paläontologe)

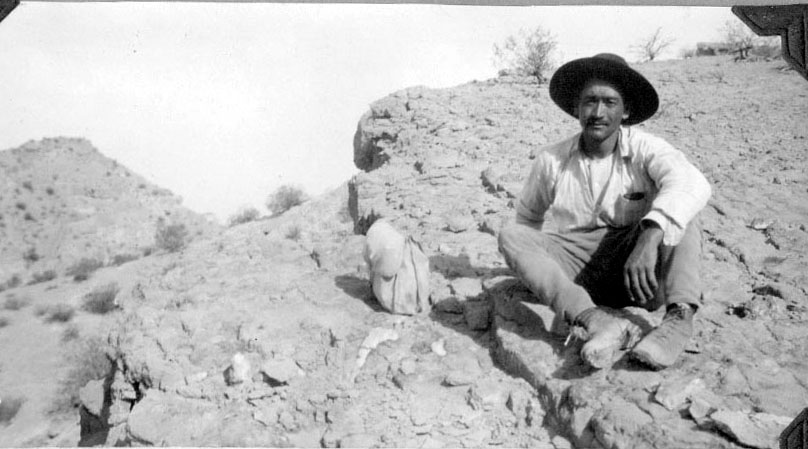
Felipe Mendez bei einer Gürteltier-Ausgrabung in Puerta Corral Quemado. 1926.

Felipe Méndez (* um 1908 in San Juan in Argentinien) war ein argentinischer Fossiliensammler.
Er nahm wie sein Bruder Juan Méndez als ortskundiger Sammler von paläontologischen Fundstücken an der von April bis November 1926 in Argentinien durchgeführten 2. Paläontologischen Kapitän Marshall Field Expedition teil. Der Zweck dieser Expedition des Field Museums of Natural History in Chicago war das Sammeln fossiler Präparate in der argentinischen Provinz Catamarca. Die Expedition war sehr erfolgreich, und auch neue Arten wie Stahleckeria wurden dabei gefunden. Weitere Teilnehmer waren der Expeditionsleiter und Fotograf Elmer S. Riggs, Rudolf Stahlecker und Robert C. Thorne.